# Vadersdorf
Vadersdorf ist ein Dorf auf der Insel Fehmarn und ein Stadtteil der Stadt Fehmarn im Kreis Ostholstein in Schleswig-Holstein. Vadersdorf wurde 1997 zum zweitschönsten Dorf im Kreis Ostholstein gewählt.

## Geographie
Vadersdorf liegt etwa in der Mitte der Insel Fehmarn, knapp fünf Kilometer vom nördlich gelegenen Strand Grüner Brink entfernt. Am besten zu erreichen ist Vadersdorf vom Festland über die E 47 und die Fehmarnsundbrücke.
In der Mitte des Dorfes befindet sich der Ende des 19. Jahrhunderts erweiterte Dorfteich, etwas südlich davon befand sich der um die gleiche Zeit verschwundene Thingplatz.

## Geschichte
| Entwicklung des Dorfes in Zahlen | Entwicklung des Dorfes in Zahlen | Entwicklung des Dorfes in Zahlen | Entwicklung des Dorfes in Zahlen | Entwicklung des Dorfes in Zahlen | Entwicklung des Dorfes in Zahlen |
| Jahr                             | Gebäude                          | Gebäude                          | Gebäude                          | Einwohner                        | Einwohner                        |
| Jahr                             | Wohnhäuser                       | Scheunen                         | Viehhäuser                       | Vadersdorf                       | Fehmarn                          |
| -------------------------------- | -------------------------------- | -------------------------------- | -------------------------------- | -------------------------------- | -------------------------------- |
| 1730                             | 35                               | 3                                | 11                               | 165                              | 6313                             |
| 1784                             | 33                               | 12                               | 5                                |                                  |                                  |
| 1793                             | 31                               | 12                               | 4                                |                                  |                                  |
| 1803                             | 31                               | 12                               | 3                                | 164                              | 7626                             |
| 1813                             | 31                               | 11                               | 2                                |                                  |                                  |
| 1833                             | 35                               | 13                               | 3                                |                                  |                                  |
| 1845                             |                                  |                                  |                                  | 215                              | 8590                             |
| 1885                             |                                  |                                  |                                  | 217                              | 10150                            |
| 1925                             |                                  |                                  |                                  | 178                              | 10360                            |
| 1950                             | 35                               | 15                               | 2                                |                                  |                                  |
| 1961                             |                                  |                                  |                                  | 132                              | 12161                            |

Das langgestreckte Nord-Süd-Straßendorf (800 Meter) weist jahrhundertelang die gleich bleibende Zahl von etwa 30 Wohnhäusern auf. Zwei weit auseinander liegende Gebäudezeilen – einstmals mit geräumigen Dorfplatz und einer Thingstätte – wurden von einer Dorfumwallung und zwei Toren begrenzt. Die Tore existieren heute nicht mehr und die Umwallung ist nur noch in Resten vorhanden.
Das Waldemar-Erdbuch von 1231 verzeichnet Fathærsthorp mit 20 mansi, das sind etwa 720 Hektar. Als älteste Bewohner wurden 1280 ein Yerre Riquartsen und 1329 Hinrik Riquartsen, Janecke Wimer und Claus Wimer genannt. In der Liste der Settinghe von 1552 werden in Vaderstorppe 32 Abgabepflichtige mit zusammen 78 Mark und 4 Schilling aufgeführt.
Bis Ende des 17. Jahrhunderts hatte Vadersdorf eine ausschließlich bäuerliche Dorfbevölkerung. Einen dörflichen Handwerkerstand gab es damals noch nicht. Allerdings gab es Einrichtungen nachbarschaftlicher Selbsthilfe, darunter Buerknechts-, Toten- und Brandgilden.
Laut einer Steuerliste von 1744 gab es 35 Hofstellen. Davon verfügten 11 Hofstellen über sechs bis zwölf Pferde. Die hohe Zahl von Pferden war bedingt durch die damals übliche Bespannung mit 6 Pferden je Pflug, da der selbstgefertigte Holzpflug mit Vorderkarren (Scheibenrädern), eisenbewehrtem Sech und Streichbrett klobig und schwer war. Auf größeren Höfen war je ein Pflug vorhanden, der gegen Gespannstellung oder Lohn die Pflugarbeiten für die kleineren Betriebe mit übernahm.
Für 1713 existiert eine Liste über die Nutzung der Dorfländereien. Auf 358 Hektar Ackerfläche wurde Gerste, Weizen und Erbse angebaut. 69 Hektar lagen in Brache und 85 Hektar in Dreesch. Der Viehbestand in Vadersdorf umfasste laut dem Verzeichnis von 1713 100 Pferde, 60 Milchkühe, 50 Stück Jungvieh, 10 – 20 Ochsen, 50 – 75 Schweine und  200 – 250 Schafe. Den etwa 470 bis 520 Tieren standen Futterflächen des Dorfes zur Verfügung. Siw wurden vom Dorfhirten gehütet und waren im Winter bei den Einzelbesitzern aufgestallt. Die Gemeinweidefläche betrug 1713 ungefähr 350 Hektar, was in etwa der Hälfte der Dorfflur entspricht.
1813 hatten 80 % der Gebäude ein Strohdach und 55 % einen Brettergiebel. Die ansteigende Zahl von Scheunen entspricht der Ausdehnung des Ackerbaus in Vadersdorf. Statt der Viehhäuser wurden ab dem 19. Jahrhundert Großraumscheunen gebaut, die auch Viehstallungen aufnahmen.
400 Meter südlich von Vadersdorf lag auf einer kleinen Anhöhe die in der Dorfgeschichte seit Jahrhunderten erwähnte Herrschafts-Windmühle. Sie besaß eine 3 ha große Bauernstelle und vermutlich eine Schankkonzession. Sechs Nachbardörfer waren ihr als Zwangsgäste zugeteilt. Die Vadersdorfer Regierungsmühle, die wahrscheinlich eine der beiden ältesten Wyntmölen Fehmarns von 1456 ist, brannte 1680 ab und wurde nicht wieder aufgebaut.
Der Nachtwächter des Dorfes war dem Gemeindevorsteher und der Kirchspielbehörde (Amtsvorsteher) unterstellt. Er musste tags und nachts im Revier patrouillieren. Für das Stunden-Blasen auf dem Kuhhorn gab es überlieferte Verse:
Tuuut … Dee Klock hett tein schlagen. Tein is de Klock … tuuut

Ick wünsch in uns Dörp för Mann un Fru

Gesundheit jo un goode Ruh.

Too Eeten un too Drinken ümmer nuch

Schlap good un maak keen Striet in Puch.

tuuuuuut

### Vadersdorf heute
Heute gibt es noch drei landwirtschaftliche Vollerwerbsbetriebe in Vadersdorf.

#### Feuerwehr
Seit 1868 ist Vadersdorf Standort einer Feuerlöschspritze. Diese erste Vadersdorfer Druckspritze wurde durch Auffüllen mit Ledereimern gespeist. Zu diesem Zweck war im Dorf ein mit zwei Pferden bespannter, auf Schlittenkufen befestigter Wasserkübel (der sog. Notküben) vorhanden.  1890 kam eine Saug- und Druckspritze nach Vadersdorf. Seit 1934 gibt es zusammen mit Gammendorf die Freiwillige Feuerwehr mit etwa 25 Mitgliedern, die in Vadersdorf auch vielfältige soziale Funktionen erfüllt.

### Schule
Eine Schule ist in Vadersdorf früh nachweisbar. Schon 1693 wurde ein Görges Kohlhoff als Schulhalter genannt. Danach gab es eine Nebenschule und ab 1815 eine eigene Dorfschule. 1879 wurde ein neues Schulhaus gebaut. Von 1950 bis 1953 war die Schule zweiklassig, davor und danach einklassig. 1968 wurde die Schule aufgelöst und der Dörfergemeinschaftsschule in Landkirchen auf Fehmarn angeschlossen. Der Heimatdichter Hans Hansen Palmus war zwischen 1926 und 1963 der einzige Lehrer der Vadersdorfer Volksschule. Viele seiner humoristischen plattdeutschen Verse streifen das Vadersdorfer Schulleben. Letzter Lehrer in Vadersdorf ist von 1963 bis 1968 Hans-Hermann Götzel.
Liste der Vadersdorfer Lehrer:
- vor 1750: Michael Maas
- 1753, 1765: Joachim Meyer, † 1777
- 1760: Claus Uppensieck
- 1766: Heinrich Lafrentz, † 1789
- 1767–1786: Hinrich Christian Kagel, * 1737, † 1786
- 1786–1789: Heinrich Lafrentz, † 1789
- 1797, 1801: Jürgen Sievert, * 1757, † 1836
- 1803, 1813: Hans Christian Stahl
- 1814: Joachim Mundt, * 1780 in Stakendorf, † 1857
- 1815–1831: Claus Friedrich Osterkamp, * 1786 in Kopendorf, † 1831
- 1831–1865: Hans Mildenstein, * 1797 in Orth
- 1865–1881: Heinrich Bliesemann, * 1831 in Dänschendorf, † 1881
- 1879–1880: interim Emil Christian Friedrich Ferdinand Henning, * 1861 in Grube (Holstein)
- 1881: Johann Cloppenburg, * 1862 in Kudensee, † 1930
- 1881–1889: Peter Björnsen, * 1857 in Flensburg, † 1939
- 1889: Lohse
- 1889–1891: Paul Adolf Heinrich Ferdinand Mirau, * 1864 in Matzwitz, † 1921
- 1891–1892: Scheel
- 1892–1926: Friedrich Gustav Max Kerkamm, * 1870 in Schraplau, † 1942 in Flensburg
- 1926–1963: Hans Hansen Palmus, * 1901 in Sønderborg
- 1946–1947: Annemarie Beck
- 1950–1953: Martha Thomsen
- 1963–1968: Hans Hermann Götzel